# Target Corporation
Target Corporation (NYSE: TGT) es una cadena de grandes almacenes estadounidense, fundada en Mineápolis, Minnesota en 1962. Es la sexta empresa de venta al por menor más grande de Estados Unidos, por detrás de Wal-Mart, The Home Depot, Kroger, Sears Holdings Corporation y Costco,y estaba listada en la 27.ª posición en la 2005 Fortune 500. También figura en el 3.er puesto dentro de las tiendas con más ventas de música en Estados Unidos.

## Historia

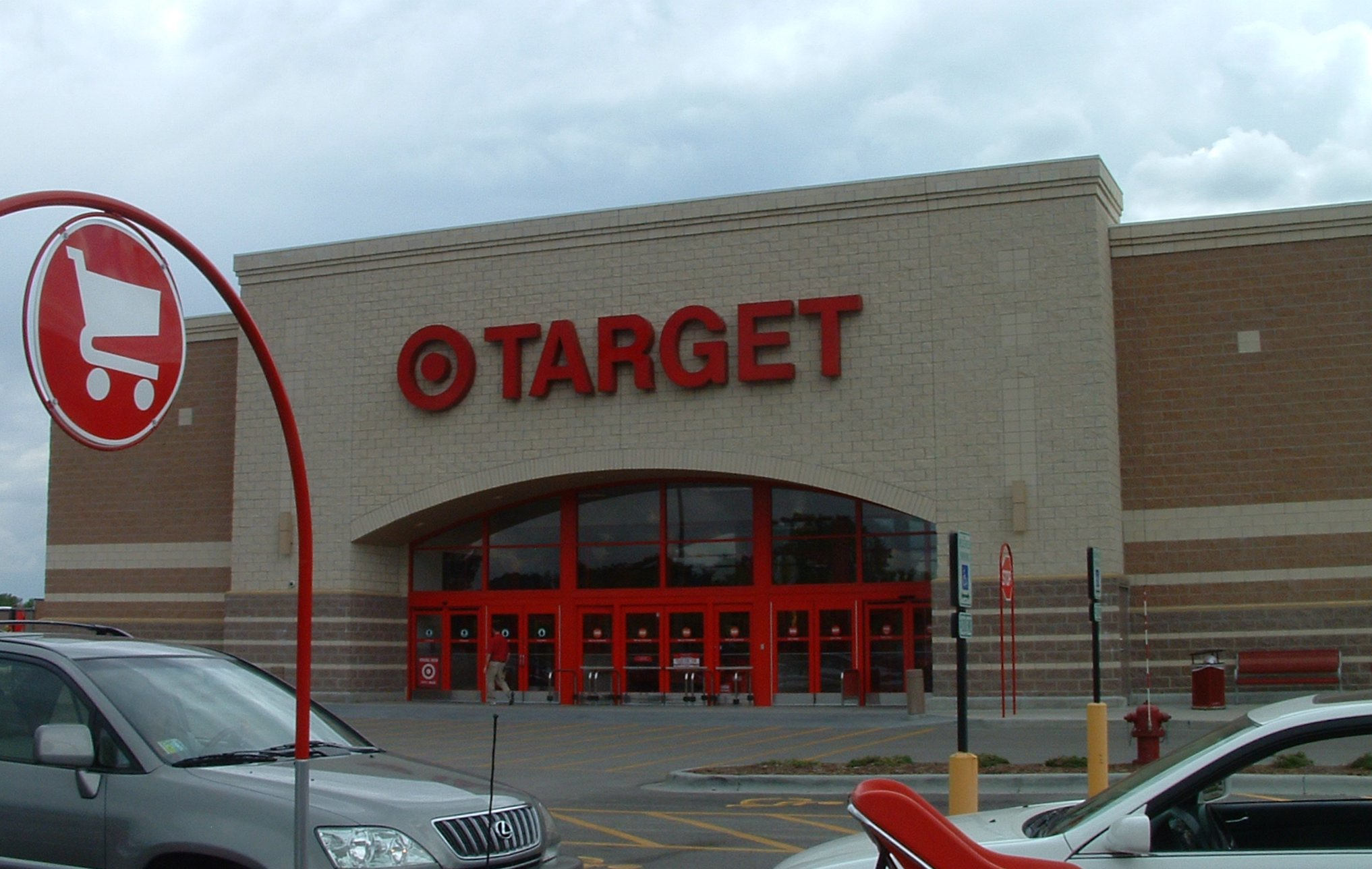
Fachada de una tienda Target en el área metropolitana de Chicago.

El 1 de mayo de 1962 la compañía Dayton abrió la primera tienda de Target en Roseville, Minnesota. La cadena abrió cuatro tiendas en el área metropolitana de Mineápolis durante sus primeros cuatro años; en 1965, una quinta tienda abrió como este nombre. 
En 1966 se inauguró en Denver, Colorado, la primera tienda de Target fuera de Minnesota; en 1975 la cadena ya tenía 49 tiendas en nueve estados de todo el país. Entre 1982 y 1986 la compañía adquirió 50 tiendas de Gemco (que fue la propiedad de Lucky Stores) y 33 tiendas de FedMart (que fue la propiedad de Sol Price) para expandir sus operaciones en los estados de California, Arizona, y Texas. Por 1990, la cadena tuvo 400 tiendas en 30 estados. Posteriormente abrió sus primeras tiendas en los estados de Florida, Carolina del Norte, Carolina del Sur, y Georgia. 
En 1996, J. C. Penney propuso una adquisición de la compañía Dayton-Hudson, que fue el propietario de Target, por US$6.82 mil millones; la venta fue rechazado por Dayton-Hudson. El 7 de septiembre de 1999, la cadena lanzó un sitio web de comercio electrónico; el nombre de la compañía fue cambiado a Target Corporation el año siguiente. 
En 2004, Target vendió sus tiendas Marshall Fields y Mervyn's a diferentes empresas. Por 2005, hubo 1.397 tiendas de Target en 47 estados. Las primeras tiendas de Target en los estados de Alaska y Hawái abrieron el marzo de 2009. Desde 2010, una sección de produce se volvió disponible en sus tiendas. 
El 13 de enero de 2011, Target anunció que la compañía abriría tiendas en Canadá, cuando adquirió 220 tiendas de la cadena Zellers por US$1,8 mil millones. La compañía tuvo el objetivo de proporcionar a los canadienses una experiencia de Target a través de una selección de sus productos a precios similares que en Estados Unidos. Target abrió sus primeras tiendas en Canadá en el marzo de 2013, y tuvo un pico de 133 tiendas. Sin embargo, la expansión de Target a Canadá tuvo problemas por las deficiencias en la cadena de suministro, los cuales hicieron que sus estantes quedaran vacíos y los precios de los productos fueran altos, dejando una deuda de US$2,1 mil millones en menos de dos años. El 15 de enero de 2015, Target anunció que sus 133 tiendas en Canadá serían cerradas y liquidadas; finalmente todas las tiendas canadienses fueron cerradas el 12 de abril de 2015. El 15 de junio de 2015, la farmacia CVS Pharmacy adquirió las tiendas de Target en Canadá.  
En marzo de 2023, una investigación del New York Times sacó a la luz la utilización de niños de corta edad, principalmente latinoamericanos, en grandes fábricas que trabajan para varias grandes empresas estadounidenses, entre ellas Target Corporation. El artículo describe condiciones de trabajo muy difíciles y menores que se encuentran atrapados en un sistema de explotación que viola totalmente la legislación estadounidense sobre trabajo infantil.

### Super Target
Hoy en día, la cadena tiene algunas tiendas que se llaman "Super Target". Estas tiendas venden muchos tipos de comida. Por ejemplo, venden carne, leche, pan, frutas y verduras. Unas de las tiendas más exitosas de la cadena son las Super Target.
Target Corporation es una de las compañías americanas que responden su servicio de atención al cliente desde la India y en Uruguay está el equipo de segundo nivel de atención de clientes.

## Patrocinador

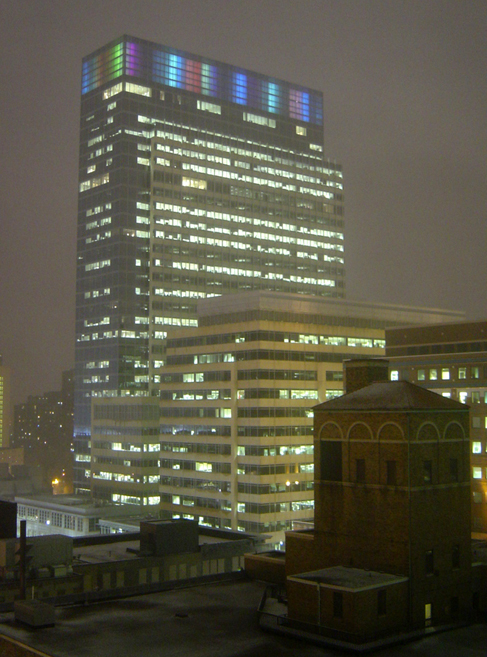
Target Plaza South, una parte de la sede de Target

Target compró los derechos del nombre del actual Target Center de Mineápolis. También es patrocinador del equipo de automovilismo Chip Ganassi Racing. La tienda más exitosa de la cadena se encuentra en Atlantic Terminal, en un barrio de Brooklyn, Nueva York. El número de tiendas que existe en cada estado varía. California, por ejemplo, tiene más de 200 tiendas de Target, mientras que todavía no hay tiendas en Vermont y Alaska.